# Henri (Luxemburg)

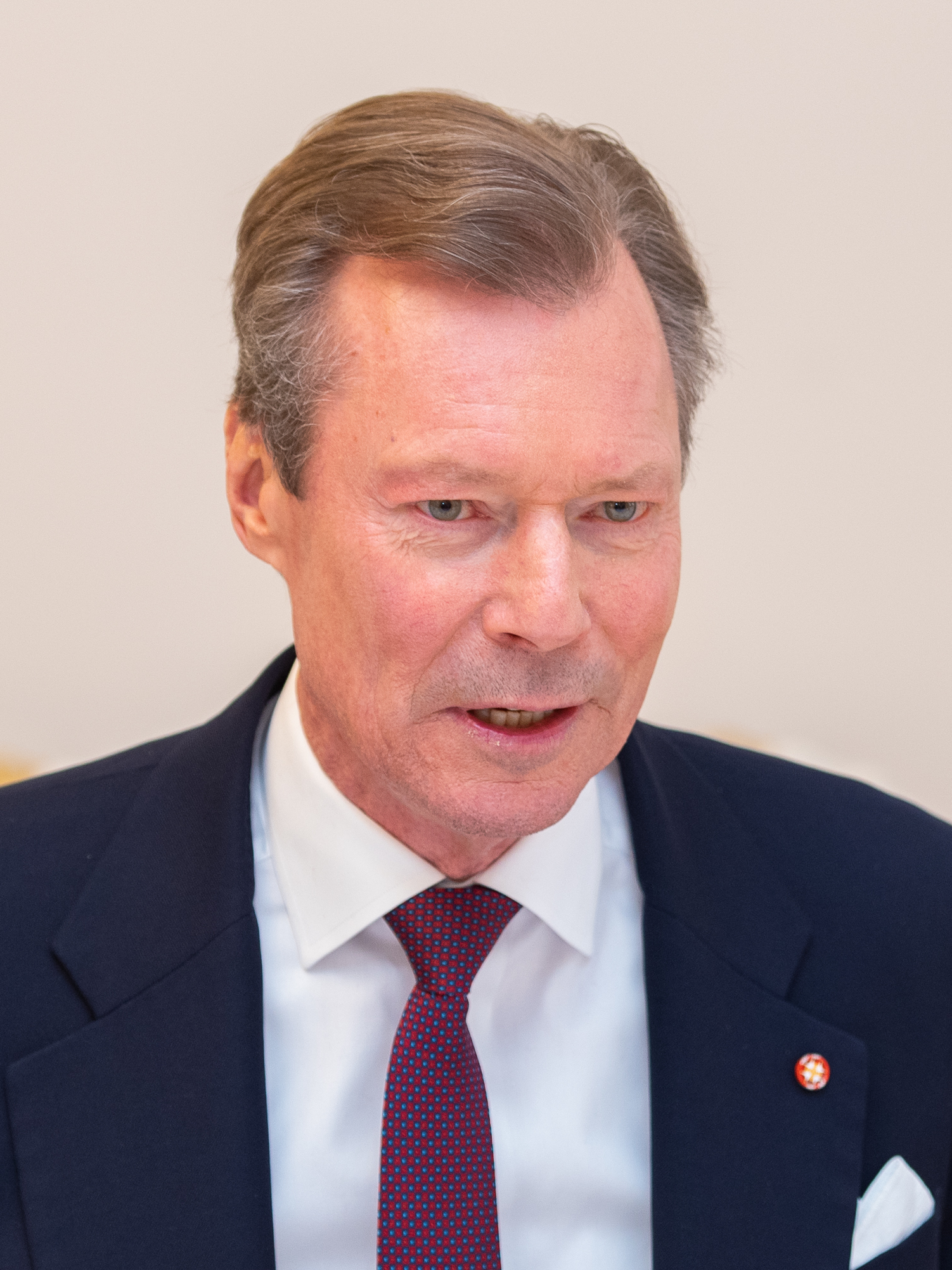
Henri, Großherzog von Luxemburg (2023)

Henri, Großherzog von Luxemburg (vollständiger Name Henri Albert Gabriel Félix Marie Guillaume von Nassau) (* 16. April 1955 auf Schloss Betzdorf in Betzdorf) ist seit dem 7. Oktober 2000 Großherzog von Luxemburg, Herzog von Nassau und damit das Staatsoberhaupt des Großherzogtums Luxemburg.

## Leben

### Familie, Ausbildung und Privates
| Luxemburger Großherzogsfamilie |
| --- |
| |
| SKH Großherzog Henri IKH Großherzogin Maria Teresa - SKH Erbgroßherzog Guillaume IKH Erbgroßherzogin Stéphanie - SKH Prinz Charles - SKH Prinz François - SKH Prinz Félix IKH Prinzessin Claire - IKH Prinzessin Amalia - SKH Prinz Liam - SKH Prinz Balthasar - SKH Prinz Louis - SKH Prinz Gabriel - SKH Prinz Noah - IKH Prinzessin Alexandra - Victoire Bagory - SKH Prinz Sébastien |
| - IKKH Prinzessin Marie-Astrid - SKH Prinz Jean IKH Prinzessin Diane - IKH Prinzessin Margaretha - SKH Prinz Guillaume IKH Prinzessin Sibilla |
| - IKH Prinzessin Joan |

Henri wurde auf Schloss Betzdorf als ältester Sohn des damaligen Thronfolgers Jean und seiner Frau Joséphine Charlotte geboren. Er hat vier Geschwister: Prinzessin Marie Astrid (* 1954), Prinz Jean von Nassau (* 1957), Prinzessin Margaretha von Liechtenstein (* 1957) und Prinz Guillaume von Nassau (* 1963). Er besuchte Schulen in Luxemburg und Frankreich. Im Jahr 1973, dem Jahr seiner Volljährigkeit, bekam er den Titel Erbgroßherzog zugesprochen und übernahm ab dann repräsentative Aufgaben. Bis zum Oktober 1980 studierte Henri an der Universität Genf Politikwissenschaften. Während seines Studiums lernte er auch seine jetzige Frau Maria Teresa Mestre kennen, die er am 14. Februar 1981 heiratete. Zusammen haben sie fünf Kinder, die Söhne Guillaume, Félix, Louis und Sebastian sowie eine Tochter, Alexandra.
Zur militärischen Ausbildung war er an der Königlichen Akademie von Sandhurst in England.
Henri spricht Französisch, Englisch, Deutsch und Luxemburgisch. Er ist Ehren- und Devotions-Großkreuz-Bailli des Malteserordens.

### Staatsoberhaupt
Am 4. März 1998 übernahm der damalige Erbgroßherzog Henri als Vertreter („Lieutenant-Représentant“) seines Vaters Großherzog Jean die Aufgaben als Staatsoberhaupt von Luxemburg. Nach der freiwilligen Abdankung seines Vaters wurde er am 7. Oktober 2000 als Großherzog von Luxemburg vereidigt und bezog die großherzogliche Residenz Schloss Berg.
Am 17. und 18. März 2006 besuchte der Großherzog Henri zusammen mit seinem Sohn, dem Erbgroßherzog Guillaume, und seiner Frau anlässlich der Feierlichkeiten zum 200. Jahrestag der Gründung des Herzogtums Nassau Wiesbaden, ehemals Residenzstadt der nassauischen Herzöge, heute Landeshauptstadt des deutschen Landes Hessen.

#### Institutionelle Staatskrise 2008
Wie am 2. Dezember 2008 bekannt wurde, teilte Henri dem luxemburgischen Premierminister Jean-Claude Juncker mit, dass er die Unterschrift unter das geplante und kurz vor der zweiten Abstimmung stehende Sterbehilfe-Gesetz aus Gewissensgründen verweigern werde. Die Unterzeichnung durch den Monarchen war damals noch eine laut Verfassung notwendige Voraussetzung, damit ein luxemburgisches Gesetz Gültigkeit erlangt (bisherige Fassung von Art. 34: „Der Großherzog bestätigt und verkündigt die Gesetze. Er gibt seine Entschließung binnen drei Monaten nach dem Beschluss der Abgeordnetenkammer bekannt.“). Dies wäre seit 1912 das erste Mal, dass der regierende Großherzog die Unterschrift unter ein vom Parlament verabschiedetes Gesetz verweigert.
Jean-Claude Juncker teilte mit, dass, auch wenn er die Bedenken des Großherzogs teile, ein vom Parlament beschlossenes Gesetz auch in Kraft treten müsse. Daraufhin verständigten sich die Regierung und alle Fraktionen des Parlaments auf eine Verfassungsänderung, die den Großherzog formal entmachtete und ihm zukünftig nur noch die Aufgabe übertrug, Gesetze zu „verkünden“ – das Wort „bestätigt“ (sanctionne) in Artikel 34 der Verfassung wurde gestrichen. Das Parlament stimmte in erster Lesung dieser Änderung mit 56 Ja-Stimmen bei einer Enthaltung am 11. Dezember 2008 zu. Ein Volksbegehren gegen die Verfassungsänderung scheiterte am 11. Februar 2009 mit nur 796 statt der erforderlichen 25.000 Unterschriften, so dass am 12. März 2009 alle 52 anwesenden Abgeordneten in zweiter Lesung das Gesetz zur Verfassungsänderung verabschiedeten. Auch der Großherzog, der zum letzten Mal ein Gesetz billigen musste, stimmte zu. So konnte das Sterbehilfegesetz mit den Unterschriften von Großherzog Henri und Gesundheitsminister Mars Di Bartolomeo im Amtsblatt veröffentlicht werden.

#### Besuch der Olympischen Winterspiele 2022
Im Februar 2022 reiste Großherzog Henri zur Eröffnung der Olympischen Winterspiele nach Peking. Mit Blick auf die Menschenrechte in China und das Fernbleiben anderer europäischer Staatsoberhäupter wurde dies in der heimischen und internationalen Presse negativ kommentiert. Henri besuchte nicht nur die Eröffnungsfeier, wo er den beiden luxemburgischen Athleten mit der Nationalflagge zuwinkte, sondern auch den chinesischen Staats- und Parteichef Xi Jinping. Ferner nahm er an einem Bankett für ausländische Würdenträger teil.

#### Ankündigung der Amtsübergabe
Am 23. Juni 2024 kündigte Großherzog Henri anlässlich des luxemburgischen Nationalfeiertages an, im Oktober des Jahres sein Amt als Staatsoberhaupt an seinen ältesten Sohn Guillaume übergeben zu wollen. Dieser solle Vertreter („Lieutenant-Représentant“) werden, eine Abdankung Henris ist damit nicht verbunden.
Am 24. Dezember 2024 erklärte Henri, dass er am 3. Oktober 2025 nach 25 Jahren auf dem Luxemburger Thron abdanken werde.

### Vermögen
Dem amerikanischen Wirtschaftsmagazin Forbes zufolge ist Großherzog Henri mit seinem Vermögen der meistunterschätzte Monarch der Welt. So wurde das Privatvermögen 2006 auf 4,6 Milliarden Euro geschätzt. Die belgische Zeitung Het Laatste Nieuws veröffentlichte im September 2007 eine Liste der reichsten Monarchen Europas, auf der Großherzog Henri mit einem Vermögen von 1,2 Milliarden Euro lediglich auf dem vierten Platz unter den europäischen Monarchen geführt wird, hinter Fürst Hans-Adam II. von Liechtenstein (3 Milliarden Euro), der ehemaligen britischen Königin Elisabeth II. (1,8 Milliarden Euro) und dem ehemaligen spanischen König Juan Carlos I. (1,7 Milliarden Euro). Der großherzogliche Hof Luxemburg nannte „die zum Teil verbreitete Meinung, die großherzogliche Familie verfüge über ein ungeheures Vermögen“, ein „Hirngespinst“.

## Titulatur
Er führt als vollständigen Titel „Seine Königliche Hoheit Henri, Großherzog von Luxemburg, Herzog von Nassau, Prinz von Bourbon-Parma, Pfalzgraf bei Rhein, Graf von Sayn, Königstein, Katzenelnbogen und Diez, Burggraf von Hammerstein, Herr von Mahlberg, Wiesbaden, Idstein, Merenberg, Limburg und Eppstein“.

## Orden und Ehrungen

### Orden (Auswahl)

Großherzog Henri auf einer luxemburgischen 50-Cent-Münze

| Jahr | Staat      | Orden/Ehrenzeichen                                                     |
| ---- | ---------- | ---------------------------------------------------------------------- |
| 2000 | Luxemburg  | Großmeister des Nassauischen Hausordens vom Goldenen Löwen             |
| 2000 | Luxemburg  | Großmeister des Ordens von Adolph von Nassau                           |
| 2000 | Luxemburg  | Großmeister des Ordens der Eichenkrone                                 |
| 2001 | Spanien    | Großkreuz mit Collane des Ordens Karls III.                            |
| 2005 | Portugal   | Collane des Ordens des Infanten Dom Henrique                           |
| 2007 | Spanien    | Orden vom Goldenen Vlies (Linie Borbón)                                |
| 2007 | Brasilien  | Collane des Ordens vom Kreuz des Südens                                |
| 2009 | Italien    | Großkreuz mit Collane des Verdienstordens der Italienischen Republik   |
| 2013 | Österreich | Groß-Stern des Ehrenzeichens für Verdienste um die Republik Österreich |

### Münzen
Da in Luxemburg per Gesetz das Bild des Großherzogs auf den Münzen Vorschrift ist, ist keine andere Person häufiger als Henri auf Euro-Münzen abgebildet. Das Porträt von Großherzog Henri prangt auf insgesamt 29 verschiedenen Euromünzen (Stand: 2016). Zu sehen ist es auf allen acht luxemburgischen Euromünzen sowie auf 21 2-Euro-Gedenkmünzen (20 luxemburgische, 1 belgische).

## Linie
Der Artikel 3 der Verfassung des Großherzogtums Luxemburg legt fest: „Die Krone des Großherzogtums ist erblich in der Familie Nassau, und zwar in Gemäßheit des Vertrages vom 30. Juni 1783, des Art. 71 des Wiener Traktates vom 9. Juni 1815 und des Londoner Vertrags vom 11. Mai 1867.“
Mit „Vertrag vom 30. Juni 1783“ ist der Nassauische Erbverein gemeint, gemäß dem das Großherzogtum Luxemburg bis heute in der Familie Nassau vererbt wird.
Mit dem Tod von Großherzog Wilhelm IV. aus dem Hause Nassau-Weilburg erlosch das Gesamthaus Nassau im direkten, legitimen Mannesstamm. Durch die weibliche Thronfolge seiner Töchter Maria-Adelheid und Charlotte besteht die nassauische Linie allerdings weiter. Infolge der Heirat von Charlotte mit dem Prinzen Felix von Bourbon-Parma ging die Dynastie der Nassauer in jener der Bourbon-Parma auf. Da dieser Titel den gleichen Rang eines nichtregierenden Herzogs wie der von Nassau-Weilburg hat sowie aus politischen Gründen nennt sich die großherzogliche Familie allerdings immer noch „von Nassau“ (in Artikel 3 der Verfassung ist das Haus Nassau als Herrscherhaus festgelegt). Dieser dynastische Sachverhalt wird auch aus dem großen Wappenschild Henris deutlich. Er enthält sowohl das Wappen Luxemburgs und Nassaus als auch jenes von Bourbon-Parma (drei Lilien der Könige von Frankreich, roter Rand der Herzöge von Anjou bzw. der Herzöge von Bourbon-Parma, der zusätzlich mit den Muscheln der letzteren belegt ist). Heraldisch liest sich sein Titel somit als „Großherzog von Luxemburg aus dem Hause Nassau, hervorgegangen aus dem Hause Bourbon-Parma“.

### Vorfahren
| Ahnentafel Henri, Großherzog von Luxemburg (seit 2000) | Ahnentafel Henri, Großherzog von Luxemburg (seit 2000)                                                 | Ahnentafel Henri, Großherzog von Luxemburg (seit 2000)                                                           | Ahnentafel Henri, Großherzog von Luxemburg (seit 2000)                                       | Ahnentafel Henri, Großherzog von Luxemburg (seit 2000)                                                           | Ahnentafel Henri, Großherzog von Luxemburg (seit 2000)                                                                           | Ahnentafel Henri, Großherzog von Luxemburg (seit 2000)                                           | Ahnentafel Henri, Großherzog von Luxemburg (seit 2000)                                                                      | Ahnentafel Henri, Großherzog von Luxemburg (seit 2000)                                                                      |
| ------------------------------------------------------ | --- | --- | -------------------------------------------------------------------------------------------- | --- | --- | ------------------------------------------------------------------------------------------------ | --- | --- |
| Ururgroßeltern                                         | Herzog Karl III. (Parma) (1823–1854) ⚭ 1845 Prinzessin Louise Marie Thérèse von Frankreich (1819–1864) | König Michael I. (Portugal) (1802–1866) ⚭ 1851 Prinzessin Adelheid von Löwenstein-Wertheim-Rosenberg (1831–1909) | Großherzog Adolph (1817–1905) ⚭ 1851 Prinzessin Adelheid Marie von Anhalt-Dessau (1833–1916) | König Michael I. (Portugal) (1802–1866) ⚭ 1851 Prinzessin Adelheid von Löwenstein-Wertheim-Rosenberg (1831–1909) | Prinz Philippe von Belgien, Graf von Flandern (1837–1905) ⚭ 1867 Prinzessin Maria Luise von Hohenzollern-Sigmaringen (1845–1912) | Herzog Carl Theodor in Bayern (1839–1909) ⚭ 1874 Infantin Maria Josepha von Portugal (1857–1943) | König Oskar II. (Schweden) (1829–1907) ⚭ 1857 Prinzessin Sophia von Nassau (1836–1913)                                      | König Friedrich VIII. (Dänemark) (1843–1912) ⚭ 1869 Prinzessin Louise von Schweden (1851–1926)                              |
| Urgroßeltern                                           | Herzog Robert I. (Parma) (1848–1907) ⚭ 1884 Infantin Maria Antonia von Portugal (1862–1959)            | Herzog Robert I. (Parma) (1848–1907) ⚭ 1884 Infantin Maria Antonia von Portugal (1862–1959)                      | Großherzog Wilhelm IV. (1852–1912) ⚭ 1893 Infantin Maria Anna von Portugal (1861–1942)       | Großherzog Wilhelm IV. (1852–1912) ⚭ 1893 Infantin Maria Anna von Portugal (1861–1942)                           | König Albert I. (Belgien) (1875–1934) ⚭ 1900 Herzogin Elisabeth Gabriele in Bayern (1876–1965)                                   | König Albert I. (Belgien) (1875–1934) ⚭ 1900 Herzogin Elisabeth Gabriele in Bayern (1876–1965)   | Prinz Carl von Schweden, Herzog von Västergötland (1861–1951) ⚭ 1897 Prinzessin Ingeborg Charlotte von Dänemark (1878–1958) | Prinz Carl von Schweden, Herzog von Västergötland (1861–1951) ⚭ 1897 Prinzessin Ingeborg Charlotte von Dänemark (1878–1958) |
| Großeltern                                             | Prinz Felix von Bourbon-Parma (1893–1970) ⚭ 1919 Großherzogin Charlotte (1896–1985)                    | Prinz Felix von Bourbon-Parma (1893–1970) ⚭ 1919 Großherzogin Charlotte (1896–1985)                              | Prinz Felix von Bourbon-Parma (1893–1970) ⚭ 1919 Großherzogin Charlotte (1896–1985)          | Prinz Felix von Bourbon-Parma (1893–1970) ⚭ 1919 Großherzogin Charlotte (1896–1985)                              | König Leopold III. (Belgien) (1901–1983) ⚭ 1926 Prinzessin Astrid von Schweden (1905–1935)                                       | König Leopold III. (Belgien) (1901–1983) ⚭ 1926 Prinzessin Astrid von Schweden (1905–1935)       | König Leopold III. (Belgien) (1901–1983) ⚭ 1926 Prinzessin Astrid von Schweden (1905–1935)                                  | König Leopold III. (Belgien) (1901–1983) ⚭ 1926 Prinzessin Astrid von Schweden (1905–1935)                                  |
| Eltern                                                 | Großherzog Jean (1921–2019) ⚭ 1953 Prinzessin Joséphine Charlotte von Belgien (1927–2005)              | Großherzog Jean (1921–2019) ⚭ 1953 Prinzessin Joséphine Charlotte von Belgien (1927–2005)                        | Großherzog Jean (1921–2019) ⚭ 1953 Prinzessin Joséphine Charlotte von Belgien (1927–2005)    | Großherzog Jean (1921–2019) ⚭ 1953 Prinzessin Joséphine Charlotte von Belgien (1927–2005)                        | Großherzog Jean (1921–2019) ⚭ 1953 Prinzessin Joséphine Charlotte von Belgien (1927–2005)                                        | Großherzog Jean (1921–2019) ⚭ 1953 Prinzessin Joséphine Charlotte von Belgien (1927–2005)        | Großherzog Jean (1921–2019) ⚭ 1953 Prinzessin Joséphine Charlotte von Belgien (1927–2005)                                   | Großherzog Jean (1921–2019) ⚭ 1953 Prinzessin Joséphine Charlotte von Belgien (1927–2005)                                   |
| Großherzog Henri von Luxemburg (* 1955)                | | |                                                                                              | | |                                                                                                  | | |

### Nachkommen
Kinder
Im September 2010 ließ Großherzog Henri die Thronfolge des Hauses Luxemburg-Nassau im Familienpakt von 1783 neu regeln, sodass in Zukunft jeweils die Erstgeborenen den Thron besteigen, unabhängig davon, ob es sich um einen Sohn oder eine Tochter handelt. Großherzog Henri und seine Frau Maria Teresa haben folgende fünf Kinder:
- Guillaume Jean Joseph Marie (* 11. November 1981), Erbgroßherzog von Luxemburg ⚭ 2012 Stéphanie de Lannoy (* 18. Februar 1984)
- Félix Leopold Marie Guillaume (* 3. Juni 1984) ⚭ 2013 Claire Lademacher
- Louis Xavier Marie Guillaume (* 3. August 1986) ehemals verheiratet mit Tessy Antony (Hochzeit 2006, Trennung 2017,[20] Scheidung 2019[21])
- Alexandra Joséphine Teresa Charlotte Marie Wilhelmine (* 16. Februar 1991) ⚭ 2023 Nicolas Bagory
- Sébastien Henri Marie Guillaume (* 16. April 1992)

Enkelkinder
Söhne von Erbgroßherzog Guillaume und seiner Frau Erbgroßherzogin Stéphanie:
- Charles Jean Philippe Joseph Marie Guillaume (* 10. Mai 2020)[22]
- François Henri Luis Marie Guillaume (* 27. März 2023)[23]

Tochter und Söhne von Prinz Félix und seiner Ehefrau Prinzessin Claire:
- Amalia Gabriela Maria Teresa (* 15. Juni 2014)
- Liam Henri Hartmut (* 28. November 2016)
- Balthasar Felix Karl (* 7. Januar 2024)

Söhne von Prinz Louis und seiner Ex-Frau Tessy Antony, ab 2006 de Nassau, am Nationalfeiertag 2009 von Henri zur Princesse de Luxembourg erhoben, mit der Scheidung am 4. April 2019 Verlust des Prinzessinnentitels und der Anrede „Königliche Hoheit“, Name mit Gültigkeit ab 1. September 2019 „Antony-de Nassau“:
- Gabriel Michael Louis Ronny (* 12. März 2006), 2009 von Henri zum Prince de Nassau erhoben[24]
- Noah Guillaume (* 21. September 2007), 2009 von Henri zum Prince de Nassau erhoben[24]

Tochter von Prinzessin Alexandra und ihrem Mann Nicolas Bagory:
- Victoire Bagory (* 14. Mai 2024)